# Alexander County (Illinois)
Alexander County je okres ve státě Illinois v USA. K roku 2010 zde žilo 8 238 obyvatel. Správním městem okresu je Cairo. Celková rozloha okresu činí 654 km². Je pojmenován po lékaři Williamu M. Alexanderovi.

## Sousední okresy
| Růžice kompasu | Cape Girardeau County | Union County                |                | Růžice kompasu |
| Růžice kompasu | Scott County          | Sever                       | Pulaski County | Růžice kompasu |
| Růžice kompasu | Scott County          | Alexander County (Illinois) | Pulaski County | Růžice kompasu |
| Růžice kompasu | Scott County          | Jih                         | Pulaski County | Růžice kompasu |
| Růžice kompasu |                       | Mississippi County          | Ballard County | Růžice kompasu |